# Calidris pygmaea
Il gambecchio becco a spatola (Calidris pygmeus (Linnaeus, 1758)) è un uccello della famiglia degli Scolopacidae, appartenente al genere Calidris.

## Distribuzione e habitat
Questo uccello, nidifica nella tundra della Russia orientale, e nella stagione invernale migra a sud in Cina, Giappone, Corea del Nord, Corea del Sud, India, Sri Lanka, Bangladesh, Thailandia, Vietnam, Myanmar, Filippine, Malaysia, Taiwan e Singapore. Saltuariamente si spinge anche in Alaska e nel Canada occidentale.

## Tassonomia
Il gambecchio becco a spatola è classificato dal Congresso ornitologico internazionale come apparente al genere Calidris Merrem, 1804; tuttavia in passato era considerato come unica specie del genere Eurynorhynchus Nilsson, 1821.

## Conservazione
A causa della esiguità della popolazione (stimata in 360-600 esemplari superstiti), la IUCN Red List classifica Eurynorhynchus pygmeus come specie in pericolo critico di estinzione (Critically Endangered).